# ウェインベルギナ
ウェインベルギナ（Weinbergina）は、古生代デボン紀に生息した化石鋏角類の1属。ハラフシカブトガニ類という広義のカブトガニ類に含まれ、真鋏角類として例外的に6対の脚をもつとされることが議論の的となる。ドイツのデボン紀の地層フンスリュック粘板岩（Hunsrück Slate）から発見される Weinbergina opitzi という1種のみによって知られる。

## 形態

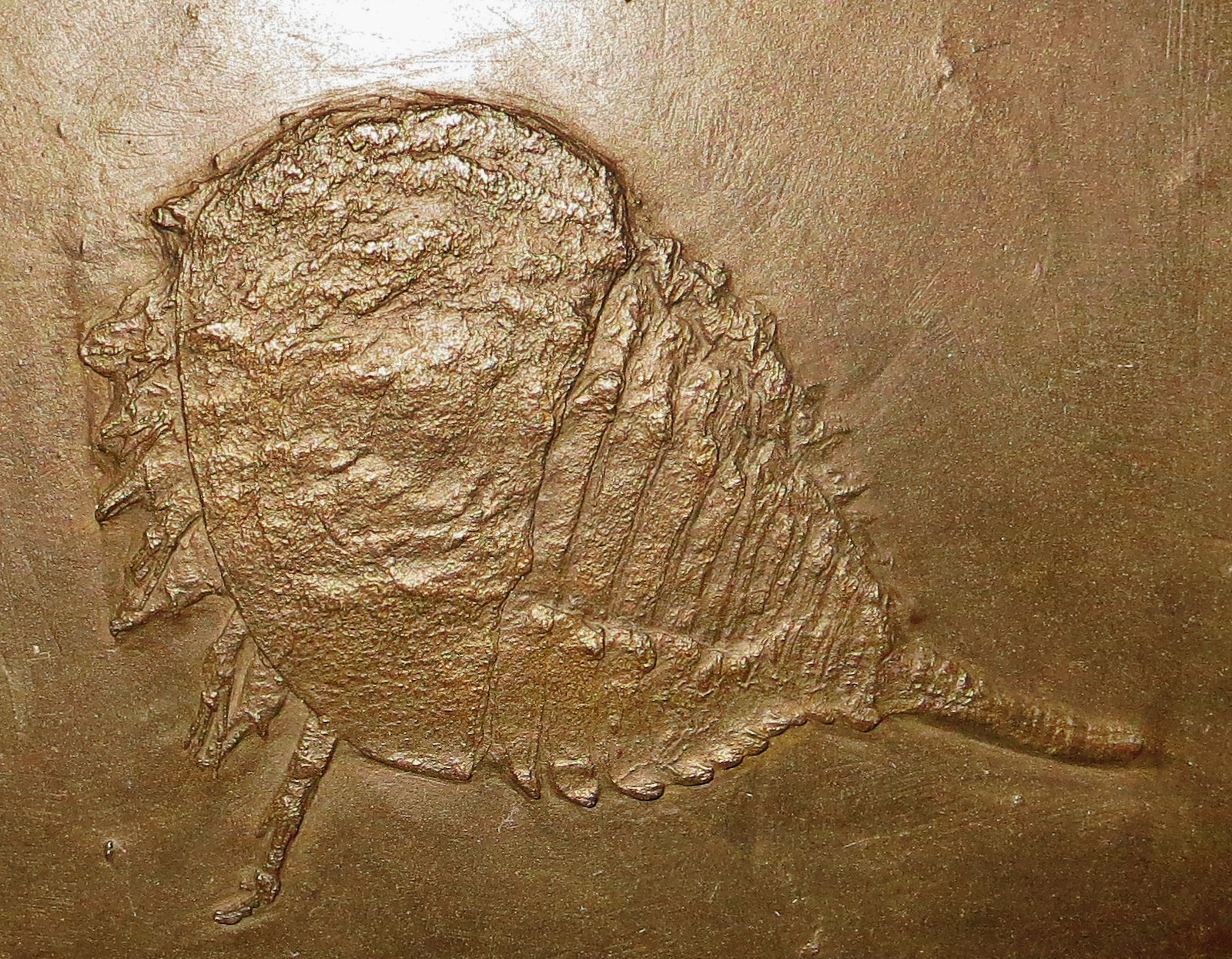
ウェインベルギナの化石（ホロタイプ）
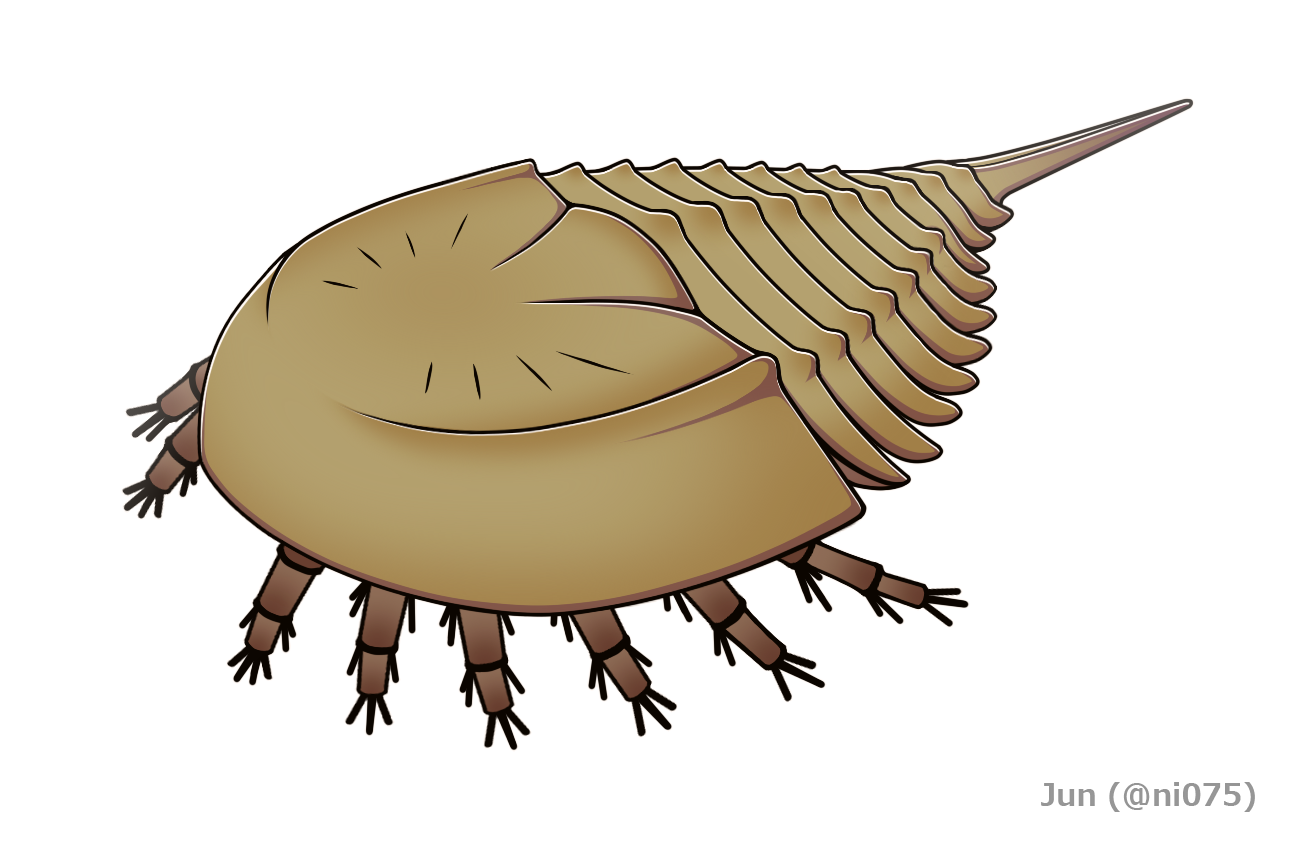
2005年までの見解に基づいたウェインベルギナの復元図。背甲の下に6対の脚をもつ。

体はの背甲に覆われる前体と体節に分かれた後体からなり、終端は剣状の尾節が伸びる。全長10cmというハラフシカブトガニ類にしては大型で、既知最小の化石でも7cm以上に及ぶ。ハラフシカブトガニ類の中では唯一に付属肢の大部分が発見された種類である。
前体（prosoma）の背甲（carapace）は発達した半円形のドーム状で、左右は出っ張りが走り、中心は不明瞭ながら放射状のすじがある。一部の化石は背甲の出っ張りに複眼らしき痕跡があるが、確実でない。後体（opisthosoma）は外見上では10節が見られるが、実際には11節で、最初の体節は前体へ癒合したか、独立の背板を欠けていたと考えられる。残り10節はそれぞれ明瞭な背板によって表れ、背面のこぶは前7節でそれぞれ3つ、後3節でそれぞれ1つをもつ。尾節（telson）は少し短い剣状で、三角形の断面をもつ。
付属肢（関節肢）は体の腹面にあり、全てが前体の背甲（鋏角と脚）と後体の背板（蓋板）に覆われる。最初の付属肢は鋏角で、小さく、詳細の構造は不明。鋏角の直後に数対の脚があるが、その数と構造は文献によって意見が分かれる（後述参照）。後体の腹面はおそらく6対（少なくとも3対）の蓋板（operculum）という積み重ねた平たい付属肢があり、それぞれの先端は刺毛が並んでいるが、分節や書鰓の有無ははっきりしない。

### 脚の数と構造

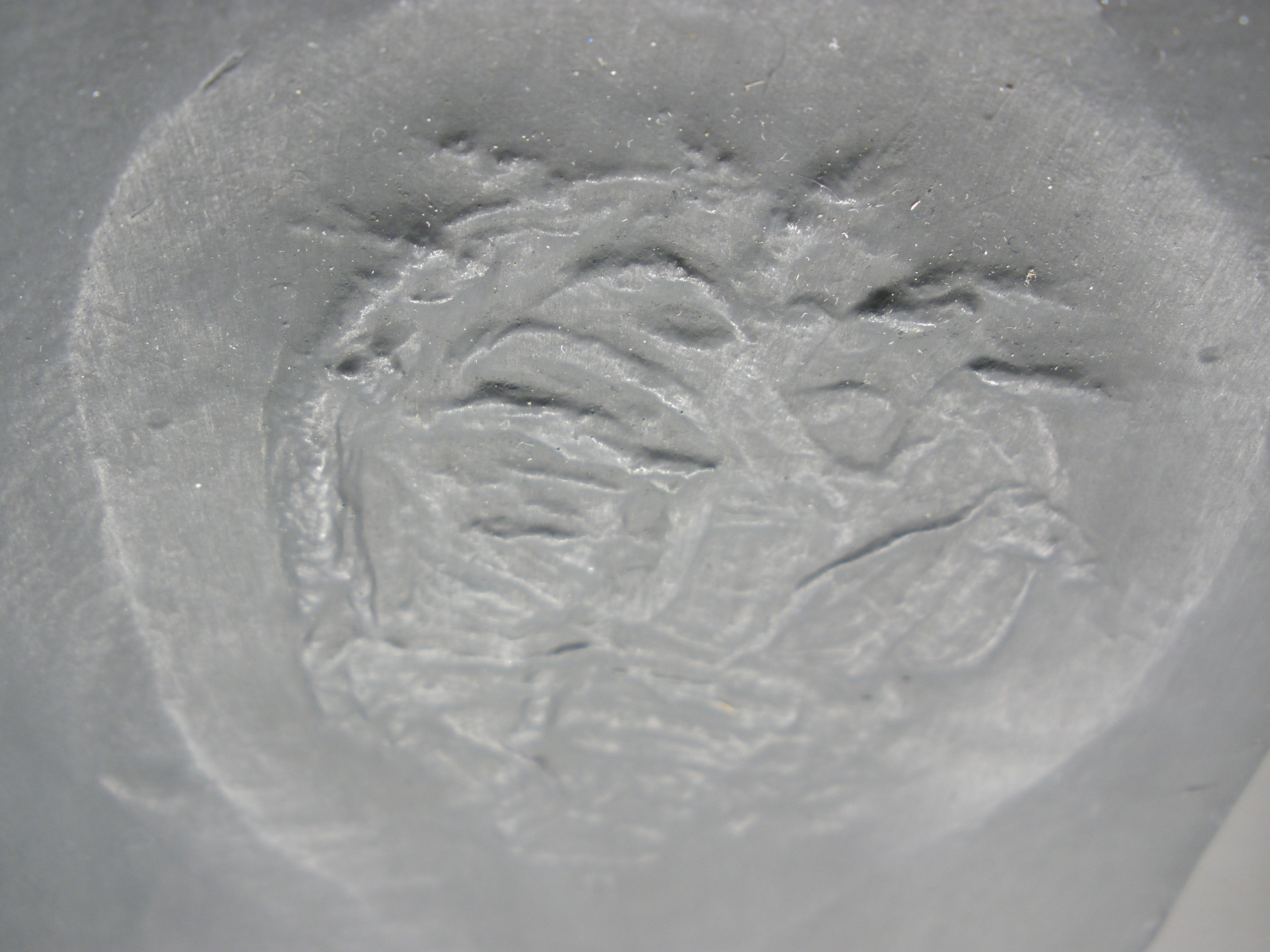
腹面の付属肢が見られるウェインベルギナの化石。

1929年の原記述は背面のみが見られるタイプ標本（ホロタイプ）に基づいて、本属を他の節口類（カブトガニ類、ウミサソリ類など）と同じく5対の脚のみをもつと考えていた。その後は20世紀後期から2000年代にかけて複数の文献が、腹面と付属肢の基部が見られる新たな化石標本を検証し、本属は6対の脚があるという既知の真鋏角類（ウミグモ以外の鋏角類）の体制を逸している結論を出した。この解釈の場合、前5対の脚は他の節口類の脚に相同で同じく前体の第2-6体節由来し、第6対の脚は第7体節（後体第1節）由来で、同じ体節に由来のカブトガニ類の唇様肢（chilaria）・ウミサソリ類とChasmataspidida類の下層板（metastoma）・ウミグモ類の第4脚に相同と考えられる。これらの脚の基部は噛み合わせた顎基を有し、化石の背甲からはみ出している肢節は、現生カブトガニ類の第5脚のヘラ状器らしき突起をもち、これはその脚の先端と考えられた。
| 分類/体節                        | 1    | 2            | 3            | 4            | 5            | 6            | 7（後体第1節）     |
| -------------------------------- | ---- | ------------ | ------------ | ------------ | ------------ | ------------ | ------------------ |
| †ウェインベルギナ                | 鋏角 | 第1脚（*？） | 第2脚（*？） | 第3脚（*？） | 第4脚（*？） | 第5脚（*？） | 第6脚？            |
| 現生のカブトガニ類               | 鋏角 | 第1脚        | 第2脚        | 第3脚        | 第4脚        | 第5脚        | 唇様肢             |
| †ウミサソリ類 †Chasmataspidida類 | 鋏角 | 第1脚        | 第2脚        | 第3脚        | 第4脚        | 第5脚        | 下層板             |
| クモガタ類                       | 鋏角 | 触肢         | 第1脚        | 第2脚        | 第3脚        | 第4脚        | -                  |
| ウミグモ類                       | 鋏肢 | 触肢         | 担卵肢       | 第1脚        | 第2脚        | 第3脚        | 第4脚              |
| †オファコルス                    | 鋏角 | 第1脚 *      | 第2脚 *      | 第3脚 *      | 第4脚 *      | 第5脚        | 鰭状の付属肢       |
| †ディバステリウム                | 鋏角 | 第1脚 *      | 第2脚 *      | 第3脚 *      | 第4脚 *      | 第5脚        | 唇様肢らしい付属肢 |

一方、前述の文献に脚の先端と考えられた部分が往々にして脚の基部から途切れて向きも合っていない（先端は外向きに対して基部は内向き）こと、その造形はオファコルスとディバステリウムの外肢に似通うこと、同時にはさみ型らしい脚を保存した化石もあることにより、本属の脚はこれらの鋏角類らしい二叉型構造（脚ははさみ型の内肢と背甲からはみ出した歩脚状の外肢をもつ）であった可能性が浮かび上がり、再検証が必要という2015年の文献からの指摘がある。もしそうだとしてら、「6対の脚」という結論は外肢を内肢と見間違えて加算させた結果かもしれない。

## 生態
ウェインベルギナは現生カブトガニ類のように、底生性である程度の遊泳能力をもつ海棲動物であったと考えられる。6対の単枝型の脚をもつ解釈に基づくと、現生のカブトガニ類に比べて、ウェインベルギナの脚ははさみ型になっておらず、先端は全てが現生カブトガニ類の第5脚にあるヘラ状器らしき構造をもつ。このような構造はゆるい泥を歩く際に沈むことを防ぐ機能をもつため、ウェインベルギナは堆積物を歩くことに適してその表面にある餌を主食とし、現生カブトガニ類のように堆積物に沈んで、はさみ型の脚でその中から餌を掴むのに向いていなかったと考えられる。
ウェインベルギナの生息地であったフンスリュック粘板岩からは、6対の脚をもつ節足動物に由来の足跡の生痕化石が1966年に記載されている。同じ生息地の中でそれに対応する脚の数と配置をもつ節足動物は知られる限りウェインベルギナだけであるため、その足跡ではないかと推測される。

## 分類
ウェインベルギナはハラフシカブトガニ類（Synziphosurina）という広義のカブトガニ類に含まれ、基盤的な真鋏角類をも含んだ側系統群に分類された化石鋏角類の1つである。その中でもウェインベルギナはかなり基盤的で、オファコルスとディバステリウムに次いて、他のカブトガニ類・Chasmataspidida類・ウミサソリ類・クモガタ類に至る系統群よりも早期に分岐していたとされる。本属の脚に対しては前述の通り「6対がある」と「歩脚状の外肢がある」という2つの解釈があるが、いずれも真鋏角類の祖先形質とされるため、どれか正解だとしても本属の基盤的な系統位置を支持している。
ウェインベルギナ属 Weinbergina は Weinbergina opitzi という1種のみによって知られ、ウェインベルギナ科 Weinberginidae に含まれる。この科はかつて本属の他に Legrandella と Willwerathia をも含んでいたが、いずれも系統解析に別系統とされる。